# Ranula
Ranula ili sublingvalna (podjezična) cista  je unilateralna promena na dna usne šupljine koja nastaje u izvodnim kanalima sublingvalne ili submandibularne žlezde. Zbog svoje lokalizacije odiže dno usne šupljine i jezik. Izgledom podseća na žabu po čemu je dobila i ime. Kako se sublingvalna žlezda sastoji od nekoliko manjih žlezda, koja izlučuje mukoznu sluz, konstantno i nezavisno od ishrane, ranula češće nastaje od sublingvalne žlezde.
Patohistološki vrlo je slična retencionom tipu mukokele. Klinički nalaz je najčešće dovoljan za postavljanje dijagnoze. Izuzetno poželjno napraviti CT ili MR snimanje pre donošenja odluke o operativnom zahvatu u slučaju da je došlo do hernijacije žlezdanog tkiva kroz milohioidni mišić (plungig ranula). Tada se na snimku vidi „znak repa“ jer se cistična šupljina iz sublingvalnog prostire do submandibularnog prostora.

## Epidemiologija
Ranule imaju prevalenciju od 0,2 slučaja na 1.000 osoba i nalaze se na 41. mestu u Studiji prevalencije oralnih bolesti u Minesoti. Ranule su činile 6% svih oralnih sijalocista u univerzitetskoj službi za oralnu i maksilofacijalnu biopsiju. Prevalencija cervikalnih (udubljenih) ranula nije poznata; međutim, ove lezije se smatraju retkim. Broj ranula koje predstavljaju pravu retencionu cistu kreće se od manje od 1% do 10%.
Rasa
Nije prijavljena rasna sklonost ni za jednu od dva tipa ranula.
Pol
Polna sklonost ka oralnim ranulama blago favorizuje žene, sa muško ženim odnosom od 1:1,4, dok cervikalne ranule imaju sklonost ka muškarcima.
Uzrast
Ranule se obično javljaju kod dece i mladih odraslih, sa najvećom učestalošću u drugoj deceniji života Cervikalna varijanta se obično javlja nešto kasnije, u trećoj deceniji života.

## Etiopatogeneza
Ranule su mukocele koje se javljaju na dnu usta i obično zahvataju glavne pljuvačne žlezde. Konkretno, ranula nastaje u telu sublingvalne žlezde, u Rivinijevim kanalima podjezične (sublingvalne) žlezde i, retko, iz malih pljuvačnih žlezda na ovoj lokaciji. Protrahovana mikrotrauma i blaga infekcija najčešći su uzroci pojave ove ciste. Trauma potiče od oštrih ivica zuba za vreme denticije, a kasnije oštre ivice karioznih zuba macerišu sluznicu usta a naročito predeo izvodnih kanala sublingvalne pljuvačne žlezde. Zbog ovoga dolazi do opstrukcije ekskrecijskih kanala. Opstrukciju prouzrokuje inflamacijski edem i deskvamovani epitel sa fibrinom ili stenoza nastala kao posledica traume. Zbog toga dolazi do nakupljanja sekreta i formiranja retencijske ciste.
Ove lezije su podeljene u 2 tipa: 
Oralne ranule
Ovaj tip ranule je  sekundarni zbog ekstravazacije sluzi koja se skuplja iznad milohioidnog mišića. Prema tome većina ovih ranula je rezultat curenja sluzi iz povređenog izvodnog kanala, dok je opstrukcija kanala prvenstveno sublingvalne žlezde, a retko i submandibularne žlezde, ređi uzrok. Ova opstrukcija je često posledica sijalolita ili mukusnog čepa; međutim, hronična upala ili infekcija sa periduktalnim ožiljcima, trauma, duktalna stenoza, duktalna hipoplazija ili ageneza i neoplazija su drugi uzroci formiranja ranula. 
Cervikalne ili udubljene ranule
Ove ranule su  povezane sa ekstravazacijom sluzi duž fascijalnih ravni vrata i sa diskontinuitetom milohioidnog mišića. Milohioidni mišić se smatra dijafragmom dna usta; međutim, on nije stroga anatomska barijera za ulazak u vrat. Dehiscencija ili hijatus u milohioidnom mišiću primećena je kod 36-45% osoba u studijama na kadaverima. Ovaj defekt se primenjuje duž lateralne strane prednje dve trećine mišića. Projekti sublingvalnog žlezdanog tkiva ili ektopičnog žlezdanog tkiva mogu se protezati i u vrat; ove projekcije olakšavaju formiranje cervikalnih ranula.  
Približno 45% cervikalnih ili udubljenih ranula javlja se nakon operacije uklanjanja oralnih ranula. 
Retko, mukocela nastaje unutar submandibularne žlezde i manifestuje se kao udubljena ranula.

## Klinička slika
Klinička slika ranile je najprisutnija kod dece u vreme smene zuba i u prepubertetskom periodu. Salivarne ciste poda usta prema lokalizaciji dele na površne i duboke. Površne ciste su smeštene u podu usne duplje između korpusa mandibule i korena jezika a iznad milohioidnog mišića. Obično su lokalizovane sa jedne strane, ali tokom rasta mogu preći medijalnu liniju.
Ciste koje su prodorom kroz muskulaturu poda usne duplje prodrle u submandibularni ili submentalni prostor nazivaju se dubokim ranulama. U ovim prostorima ona se prezentuje kao tumor različite veličine.

## Dijagnoza
Palpacijom ispod kože oseća se bezbolna cistična formacija sa znacima elastične fluktuacije. Ranula je ispunjena mukoznim sadržajem, koji je kod akutno nastalih bistar, a kod starijih cista on je gušći i lako zamućen, sivo beličaste boje, mafa je ponekad bistar i boje ćilibara.
Histologija
Pod mikroskopom se u šupljini ciste nakuplja pljuvačka iz kanala pljuvačne žlezde na podu usne duplje, duž bočnog dela jezika . Za razliku od sluzokože usne duplje ranula nije obložena epitelom.

## Terapija
Lečenje ranule je hirurška. Najčešće se primenjuju:
- marsupializacija ciste,
- enukleacija ciste,
- ekstirpacija ciste sa sublingvalnom ili akcesornom pljuvačnom žlezdom,
- ekstraoralna ekstirpacija duboko položenih cista.[7]

## Prognoza
Smetnje koje čine površne i duboke sublingvalne ciste najčešće su minimalne. Svojom veličinom mogu elevirati jezik i stvarati smetnje tokom jela i govora.

## Komplikacije
U komplikacije koje se mogu javiti kod ranule spadaju:
- Infekcija ranule
- Ponavljana trauma
- Ruptura i ponovno stvaranje ranule
- Disfagija (u slučaju velike ranule)

## Spoljašnje veze
- Otolaryngology Houston Fotografija ranule u desnoj podjezičnoj regiji (језик: енглески)

|  | Molimo Vas, obratite pažnju na važno upozorenje u vezi sa temama iz oblasti medicine (zdravlja). |